# Gunung Seuleugohalim
Gunung Seuleugohalim är ett berg i Indonesien.   Det ligger i provinsen Aceh, i den västra delen av landet, 1 700 km nordväst om huvudstaden Jakarta. Toppen på Gunung Seuleugohalim är 422 meter över havet, eller 96 meter över den omgivande terrängen. Bredden vid basen är 1,4 km.
Terrängen runt Gunung Seuleugohalim är huvudsakligen kuperad.Runt Gunung Seuleugohalim är det ganska glesbefolkat, med 47 invånare per kvadratkilometer. Närmaste större samhälle är Bireun, 19,0 km nordost om Gunung Seuleugohalim. I omgivningarna runt Gunung Seuleugohalim växer i huvudsak städsegrön lövskog.